# Израильско-мексиканские отношения
Израильско-мексиканские отношения — двусторонние дипломатические отношения между Израилем и Мексикой. Обе страны являются членами Организации экономического сотрудничества и развития, ООН и ВТО.

## История
Во время раздела Палестины в ноябре 1947 года Мексика была одной из десяти стран, которые воздерживались от голосования по плану раздела. Мексика признала Израиль в январе 1950 года, и 1 июля 1952 года оба государства установили дипломатические отношения. С тех пор обе страны открыли посольства в странах друг друга.
Сегодня отношения между двумя странами строятся в основном на международном сотрудничестве в ООН и взаимном уважении друг друга. За эти годы Мексика и Израиль увеличили военное сотрудничество между собой. В 2008 году Мексика приобрела израильскую военную технику на сумму $210 млн. Есть также несколько культурных и туристических обменов между обеими странами. В 2013 году мексиканские граждане составили одну из самых больших групп, посетивших Израиль с целью туризма и паломничества. В 2012 году обе страны отметили 60-ю годовщину установления дипломатических отношений. В октябре 2013 года мексиканский конгресс установил в своем здании секцию, посвященную «дружбе между Мексикой и Израилем».
13 сентября 2017 года израильский премьер-министр Биньямин Нетаньяху посетил Мексику с официальным трёхдневным визитом и встретился с президентом Энрике Пенья Ньето и членами еврейской общины в этой стране. Нетаньяху стал первым израильским премьером, который посетил Мексику и Латинскую Америку. Отношения между двумя странами были немного напряжены после того, как премьер Нетаньяху написал в Твиттере в январе 2017 года, что он поддерживает план американского президента Трампа построить стену на американо-мексиканской границе. За несколько дней до визита Нетаньяху, Israeli Aid Agency отправило груз гуманитарной помощи пострадавшим от землетрясений (8,1) провинциям Оахака и Чьяпас, после разрушительной природной катастрофы 7 сентября 2017 года.
В ноябре 2017 года глава мексиканского МИДа Луис Видегарай Касо передал израильскому правительству решение мексиканского кабинета об изменении линии голосования в ООН и других международных организациях (ВОЗ, ЮНЕСКО и проч.) по израильским резолюциям. После оказания Израилем помощи североамериканской стране, пострадавшей от землетрясения, правительство Мексики стало поддерживать позицию Израиля, либо воздерживаться при голосованиях.

## Государственные визиты
Президентские визиты из Израиля в Мексику
- Президент Моше Кацав (2002)
- Президент Шимон Перес (2013)
- Премьер-министр Биньямин Нетаньяху (2017)

Президентские визиты из Мексики в Израиль
- Президент Луис Эчеверриа (1975)
- Президент Эрнесто Седильо (2000)
- Президент Энрике Пенья Ньето (2016)

## Торговля
6 марта 2000 года обе страны подписали соглашение о свободной торговле. В 2015 году двусторонняя торговля между двумя странами составила $841 млн. Израиль является 42-м крупнейшим торговым партнером Мексики в мире и крупнейшим торговым партнером на Ближнем Востоке. Экспорт Мексики в Израиль включает: сырую нефть, транспортные средства, холодильные контейнеры и фрукты. Основными статьями экспорта в Мексику являются химические продукты, электроника и медицина.

## Дипломатические миссии
- Израильское посольство находится в Мехико.[20]
- Мексиканское посольство располагается в Тель-Авиве.[21]